# Ideoblothrus westi
Ideoblothrus westi är en spindeldjursart som beskrevs av Harvey och Edward 2007. Ideoblothrus westi ingår i släktet Ideoblothrus och familjen spinnklokrypare. Inga underarter finns listade i Catalogue of Life.